# Regina Duarte
Regina Blois Duarte (Franca, 5 febbraio 1947) è un'attrice brasiliana.

## Biografia
Ha preso parte a una cinquantina di produzioni televisive, a volte con ruoli da protagonista, come in Malù donna, che le ha permesso di vincere il premio dell'Associação Paulista de Críticos de Arte come migliore attrice. Ha anche lavorato in teatro (cimentandosi in tre occasioni come regista degli spettacoli in cui ha recitato) ed è apparsa in qualche film.
Nel gennaio 2020 è stata nominata Segretaria speciale alla Cultura dal presidente brasiliano Jair Bolsonaro, incarico che ha poi lasciato il 20 maggio dello stesso anno .  Da sempre anticomunista, Regina Duarte è stata a lungo una simpatizzante del Partido de la Social Democracia Brasileña (Psdb), per poi avvicinarsi all'estrema destra.
Si è sposata cinque volte e ha tre figli, tra cui Gabriela Duarte, attrice anche lei.

## Filmografia parziale

### Televisione
- Malù donna (Malu Mulher, 1979-80)
- Adamo contro Eva (Guerra dos sexos, 1983-1984)
- Senza scrupoli (Vale tudo, 1988)
- La scelta di Francisca (Chiquinha Gonzaga, 1999)
- Pagine di vita (Páginas da vida, 2006-2007)
- O Astro (2011)
- A Lei do Amor (2016)